# Les Herbiers (tổng)
Tổng Herbiers là một tổng, nằm ở tỉnh la Vendée trong vùng Pays de la Loire.

## Các xã
Tổngs Herbiers bao gồm các xã sau:
- Les Herbiers (thủ phủ): 13 932 người (1999)
- Beaurepaire: 1 551 người (1999)
- Les Epesses: 2 110 người (1999)
- Mesnard-la-Barotière: 1200 người (2007)
- Mouchamps: 2 443 người (1999)
- Saint-Mars-la-Réorthe: 776 người (2005)
- Saint-Paul-en-Pareds: 1 062 người (2005)
- Vendrennes: 1 071 người (1999)